# 6847 Кунц-Гальштайн
6847 Кунц-Гальштайн (6847 Kunz-Hallstein) — астероїд головного поясу, відкритий 5 вересня 1977 року.
Тіссеранів параметр щодо Юпітера — 3,404.